# 聴診器

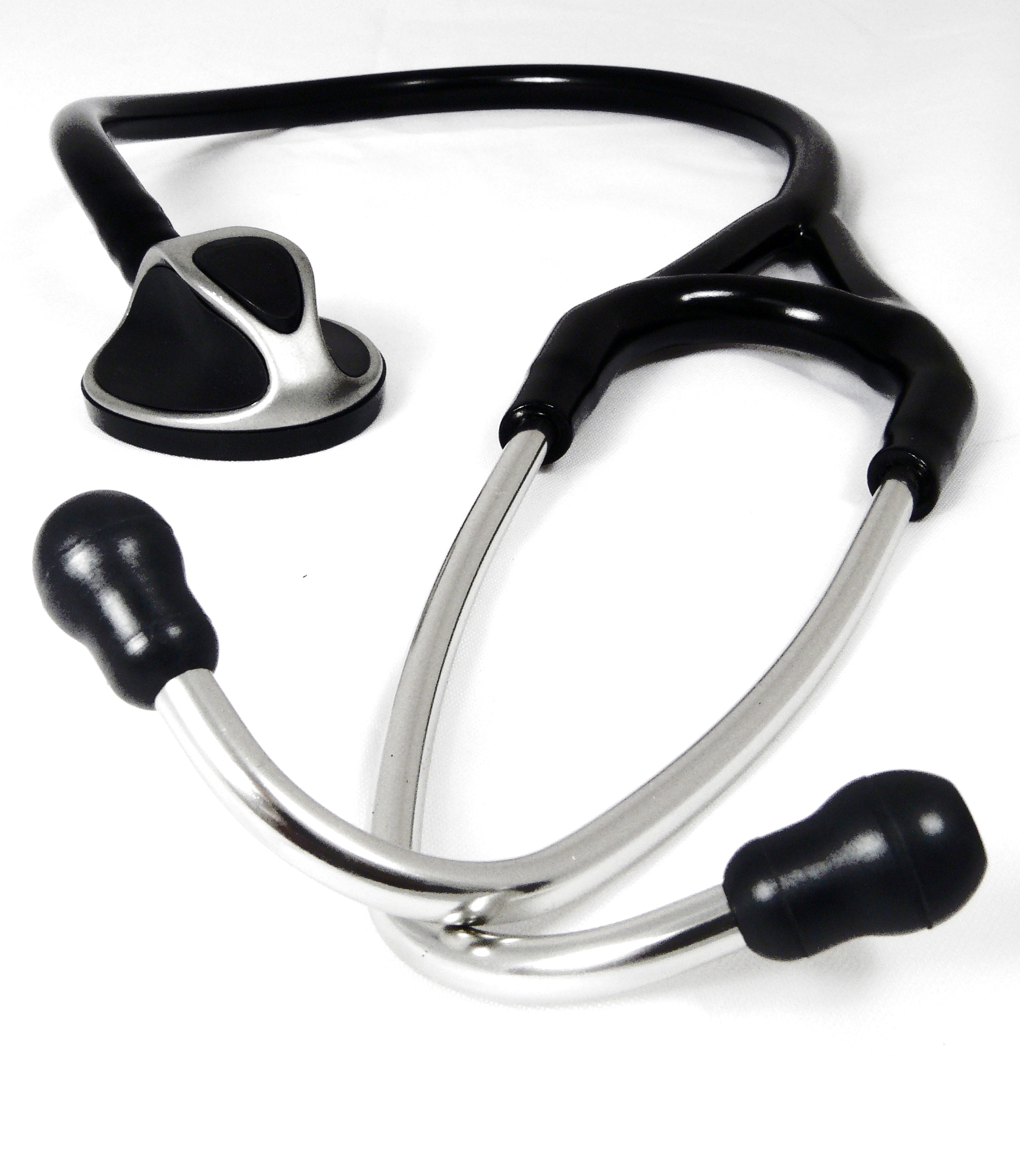
リットマン聴診器

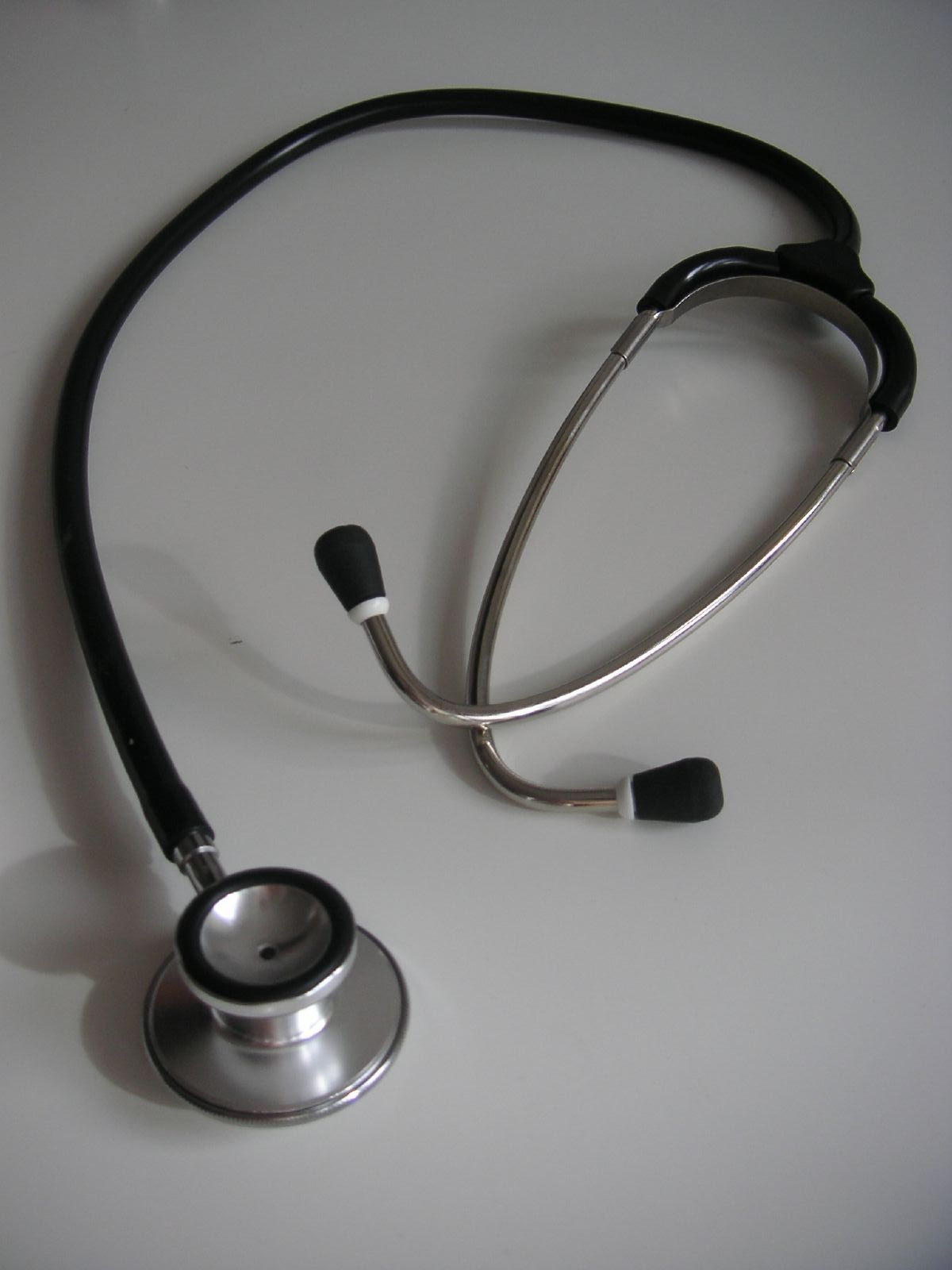
汎用聴診器

聴診器（ちょうしんき、英語: stethoscope、英語発音: [ˈsteθəˌskoup]）は、物体の表面に接触させ、内部から発生する可聴域の振動（伝導音）をチューブで導いて聴く道具。医療における聴診の道具の1つとして発達し、臨床医療の現場で医師や看護師が心臓・肺・血管等が発生する音を聴くのに用いられる。医療現場では「ステート」と呼ばれることも多い。戦前、医学用語がドイツ語に基づいて用いられていた時代は「ステト」と（独：Stethoskop [ʃtetoskóːp]）と長音記号を含まない発音において呼称されていた。

## 歴史

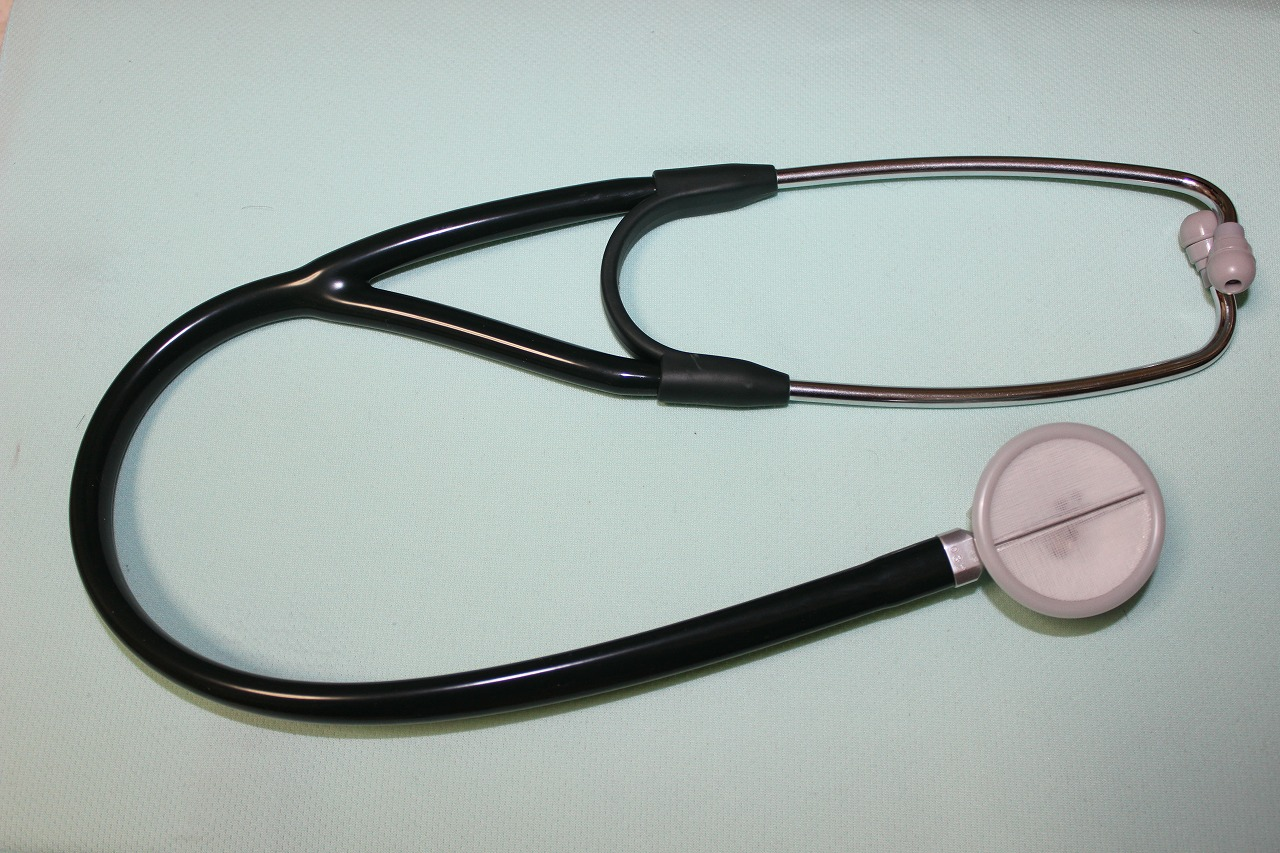
チェストピースを左右にわけ、左右の耳で別々の音を聞く「ステレオ聴診器」

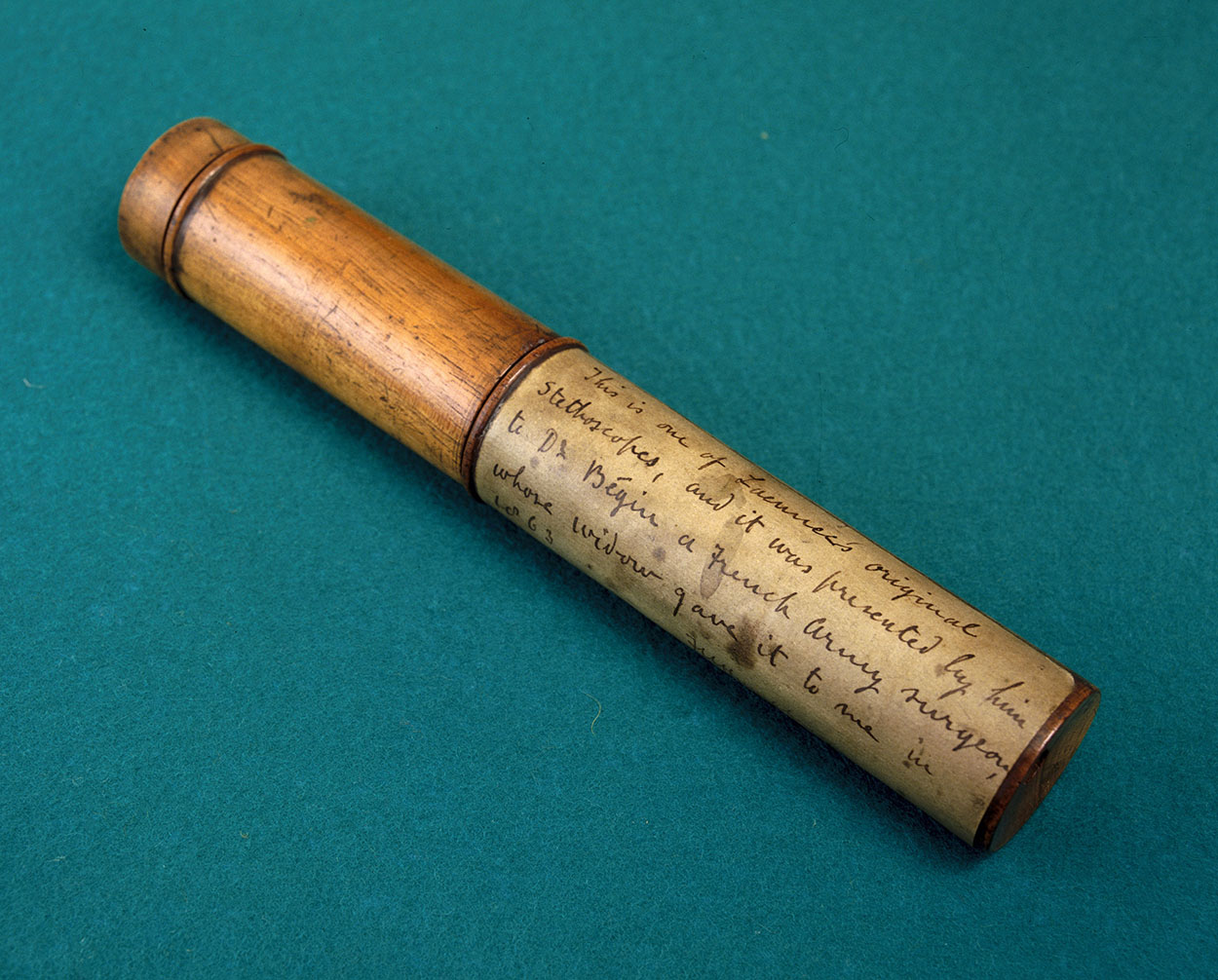
ラエンネックが所有していた初期型の聴診器

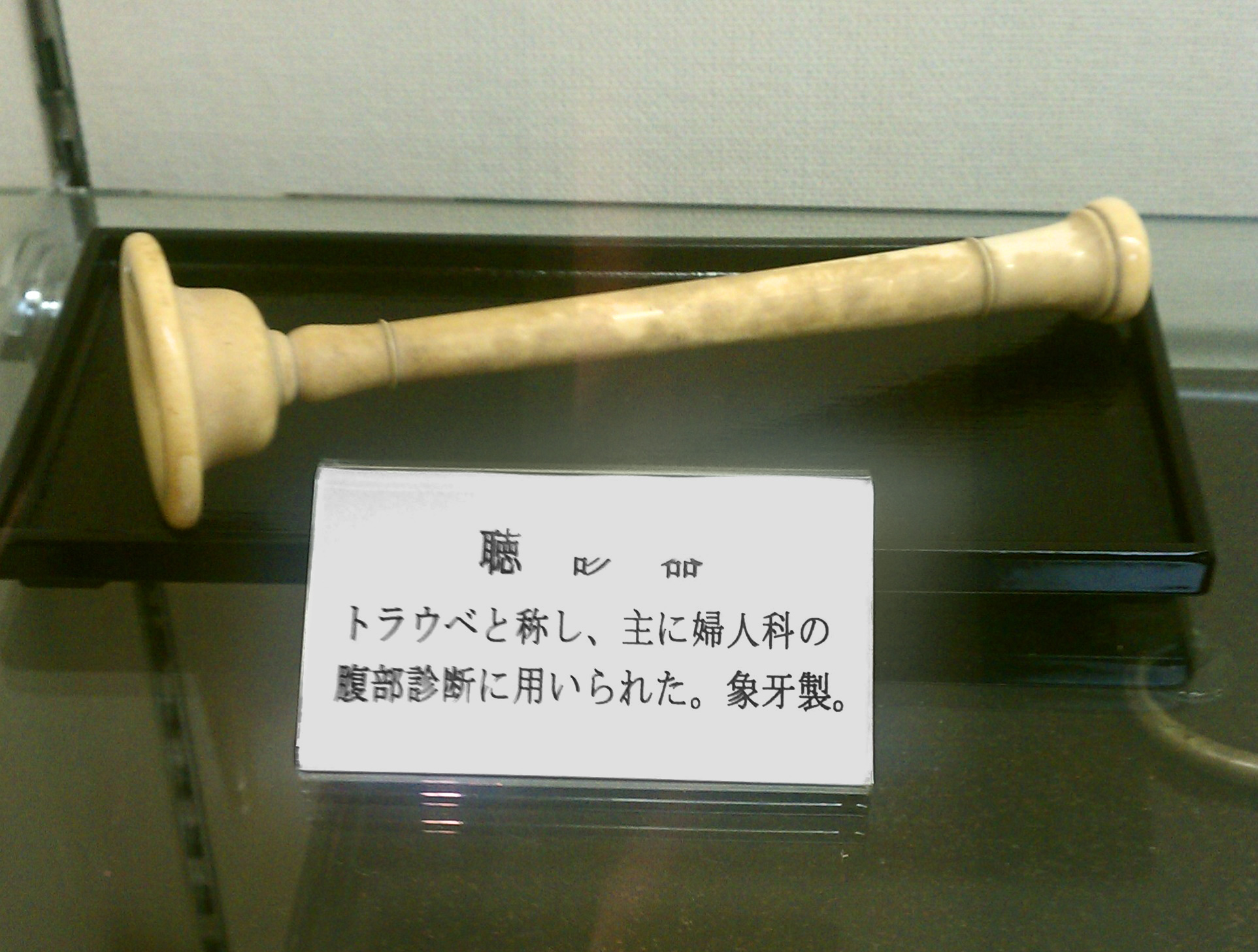
トラウベ型聴診器（象牙製）

1816年、フランスの医師ルネ・ラエンネックが、子どもが木の棒の端に耳をあてて遊んでいるのを見て、聴診器のメカニズムを思いつき、発明した。それまでは、直接皮膚に耳を当てて音を聴いたり、触診や打診によって心臓疾患などの病状を直接的に診察していた。これに対して、ラエンネックは、聴診器による聴診を「間接聴診法」と名付け、その精度は従来の診察法より遙かに確実であったことから、大きな反響を呼ぶこととなった。ただし、当初の聴診器は1本の筒形の木でできた単純なものであった。フランス語のstéthoscopeは、ギリシャ語のstétho=胸、scope=検査からラエンネックが名付けた。
その後ドイツ人の医師トラウベがより音を大きく聞くために患者にあてる部分を大きくしたじょうろ型の聴診器を開発し、1829年には胴体の部分がゴム管となった。1855年には米国の医師ジョージ・カマンが双耳型の聴診器を発明して精度を大いに改善した。その後、双耳型の聴診器は瞬く間に世界に広がり、医師のトレードマーク的存在となるまでに普及した。
1926年に米国の医師であるラパポートとスプラーグが呼吸音を聴きやすい面と心音を聴きやすい面の両面を切り替えて使えるダブルの聴診器を発明し、1967年にドイツ出身の医師でハーバード大学医学部教授のデイビッド・リットマンによりスプラーグ型聴診器を小型化、軽量化し今日最も医師に用いられている聴診器が開発された。
日本では1960年代まではチェストピースが象牙でできており、ゴム管が長い聴診器が主流であったが、1970年以降はチェストピースがダイヤフラムとベル部に別れ、ゴム管の短い聴診器に置き換わっていった。
なお、この聴診器の発明は、人間を機械になぞらえ（患者の言っていることよりも）客観的な数値によって診断を行なうという、近代の「医学モデル」を推し進める一要因となったとされている。
また近年でも聴診器の開発は続き、日本の医師風間繁により1991年に開発されたチェストピース（皮膚に直接あてる部分）を左右にわけ、左右の耳で別々の音を聞く「ステレオ聴診器」、電子技術の発展によりアンプにより音を10倍程度に増幅し、不要な音をカットし聞こえを良くし、尚且つ聴診音の記録も可能にした「デジタル聴診器」、更にはイヤーピースを廃してスピーカーでも聴けるようにして遠隔診療にも活用可能な聴診器など聴診器は進化を続けている。

## 構造と種類

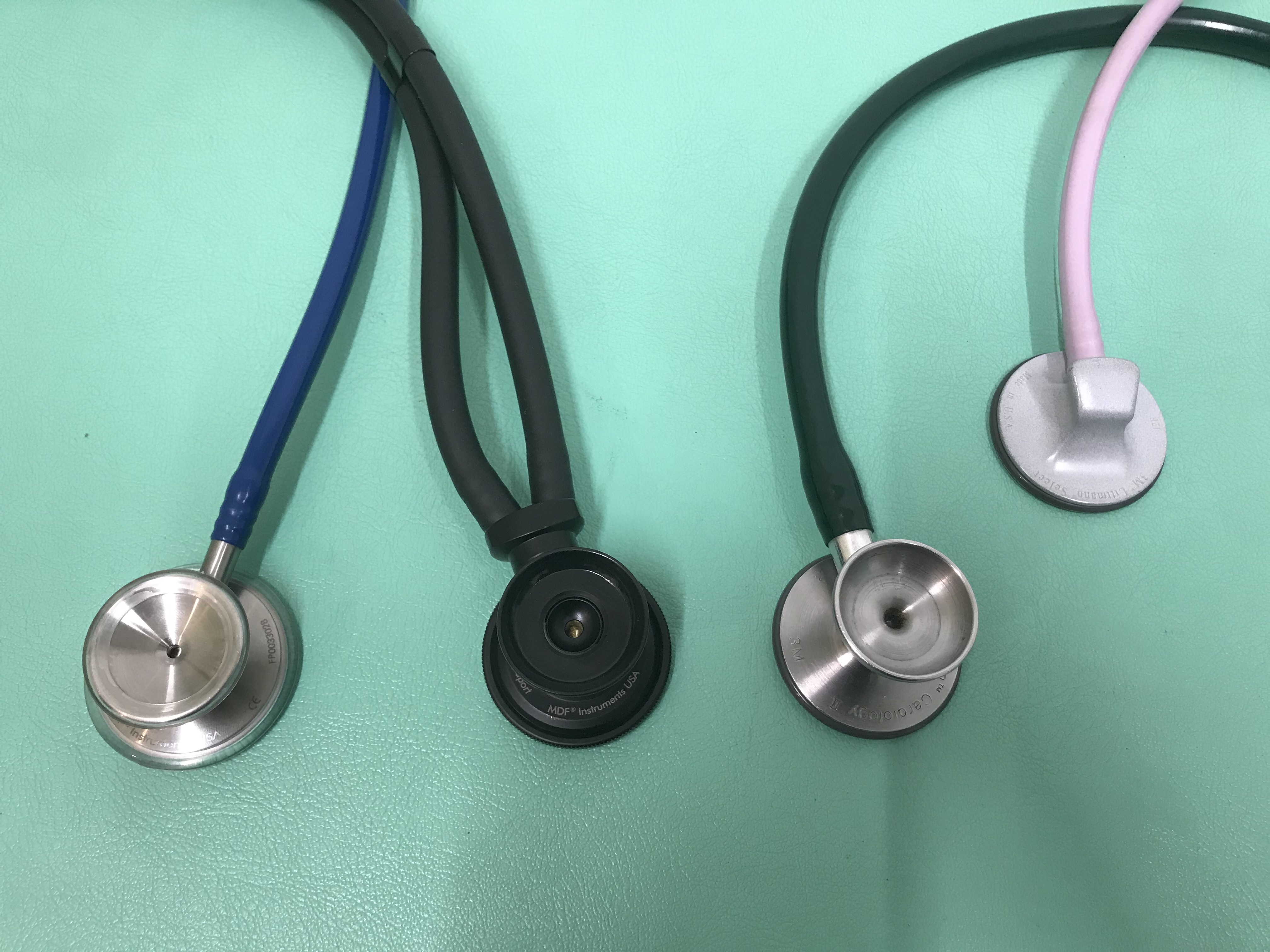
色々な聴診器

聴診器の基本的な仕組みは、皮膚に直接あてる部分（チェストピース）で音を拾い、その音を分岐したゴム管を通じて両耳に伝えるというものである。近年では、集められた音を電気的に増幅する聴診器も開発されている。以下は、聴診器を構成する各部分の名称と機能である。
チェストピース
皮膚に当てる部分。最近は2分割されたステレオ式のものがある。通常のダイヤフラムは直径45 mmないし50 mmだが、もっと小さい小児用のものがある。
ベル
ラッパ状になった集音部分。聴診器の形の原点で全ての周波数の音が聞こえるので心音、過剰心音、心雑音、血管音などの低音を聴くのに適する。皮膚に接触する際に冷たくないように、ゴムのリングが金属製の円形部を囲んでいるものが多い。
ダイアフラム
集音のためにチェストピースに張られた膜。ダイヤフラムが低音域をカットするので、高音域がよく聞こえるようになっている。呼吸音、心音、心雑音、血管雑音など、高調音を聴くのに適する。チェストピースを押さえる圧を調節することで、高調音と低調音を聞き分ける機能をもたせたダイアフラムもある。
ゴム管
チェストピースと耳管をつなぐ管。チェストピースから左右の耳管に分岐するまでの間が、1本の管のもの、1本の管で内部に隔壁があるもの、2本の管のものがある。塩化ビニール製のものが多い。内ばね式では分岐部付近にばねが内蔵されている。
耳管
左右の耳に当てる屈曲した金属管。耳管、外ばね、ゴム管が一体化しているものが多く、「バイノーラル」と呼ばれる。
イヤピース
耳管の先端に付く耳に挿入する部分。取り外して洗浄が可能。各種のサイズや硬さのものがある。
以上のうち、シングルタイプはダイアフラム面のみで、ダブルタイプはダイアフラム面とベル面がリバーシブルになっている。チューブの中にばねが入っているものが「内ばね式」、スプリングが外付けのものが「外ばね式」と呼ばれており、一般には外ばね式が旧式のもの、あるいは廉価なものによく見られる。
循環器や呼吸器を専門とする医師が診断に用いる高級機種はベルの材質が硬質であり、チューブは太く肉厚で短く、よりかすかな音がより良く聞こえるように音響性能が調節されているが、普及品と比べて絶対的な性能が格段に優れているわけではなく、あくまで医師の技量が重要である。

## 医療以外での使用
- 機械の異音の発生箇所を探す。
- 配管の音を聴く。
- 卵の孵化までの情報採取。
- 映画などでは金庫破りがシリンダーの音を確認するのに使っている。

## 聴診器の主なブランド／メーカー
血圧測定の際コロトコフ音を確認すればよいだけの目的で使われるナース・スコープは2･3千円で購入可能であるが、微妙な振動音の違いから様々な疾患を推定することが求められる、医師が診察の際用いるドクター・スコープは3万円から15万円ほどする。
- ケンツメディコ - 日本製
- リットマン - 3Mのブランド
- ラパポート・スプラーグ - フィリップスのブランド
- ウェルチ・アレン
- DRG
- リースター
- ウルトラスコープ - UltraScope
- sonorite - ソノリティ
- FOCAL CORPORATION - 株式会社フォーカルコーポレーション
- Spirit medical - スピリット聴診器